# راضة (الحيمة الداخلية)

تعديل مصدري - تعديل

راضة هي إحدى قرى عزلة بني النمري بمديرية الحيمة الداخلية التابعة لمحافظة صنعاء، بلغ تعداد سكانها 236 نسمة حسب تعداد اليمن لعام 2004.